# 路泌
路泌（?—?），字安期，唐朝官员，祖先是阳平（应为平阳）人，路博德的后裔。曾祖父路节，唐高宗时为越王府东阁祭酒。祖父路惟恕，官至睦州刺史。父亲路俊之，官至太子通事舍人。
路泌以博识好学闻名，通《五经》，尤嗜好《诗经》、《易经》、《左氏春秋》。能通过章句深究其旨。博涉史传，工五言诗。性情端正寡言，以孝悌闻名宗族。建中末年，以长安县尉提拔，推举李益、韦绶等书判同居高第，路泌授任城门郎。唐德宗避祸至奉天县，路泌时在京师，弃妻子暗中投奔行在。又跟随皇帝至梁州，为流矢所中。以计策劝说浑瑊，浑瑊看重他，征辟为从事。浑瑊讨伐李怀光，表奏他为副元帅判官、检校户部郎中、兼御史中丞。平定河中后，贞元三年（787年），路泌陪浑瑊与吐蕃大相尚结赞在平凉会盟，因吐蕃劫盟，路泌和崔汉衡、中官俱文珍、刘延、李清朝，崔汉衡判官郑叔矩、浑瑊掌书记袁同直，大将军扶余准、马宁、神策将孟日华、李至言、乐演明、范澄、马弇等六十余人，都被吐蕃俘获。路泌被俘并被带到吐蕃首都逻些。在逻些期间，他通晓佛学，为吐蕃赞普所重待以宾礼，但至死未能获准返回中原。唐德宗以其子路随恩授八品官。路泌被俘时，路随还是孩童，长大后得知父亲被吐蕃所俘，日夜哭泣，坐时面向西面吐蕃方向，为哀悼父亲被俘而不吃肉，也不婚娶（后来还是娶妻）。母亲告诉他，他长得像父亲，他便终身不照镜子。元和五年（810年），吐蕃送还路泌及其同僚判官郑叔矩的棺材、墓石和手书。唐宪宗追赠路泌绛州刺史，用公费安葬，累赠至太子太保。另有长子汝州临汝县令赠吏部侍郎路陵，可能还有另一子路某。